# Bob Thaves
Compléments
auteur de Frank et Ernest
Bob Thaves (né le 5 octobre 1924 à Burt dans l'Iowa et mort le 1er août 2006 à Torrance en Californie) est un dessinateur américain de bandes dessinées dont l'œuvre principale est le comic strip Frank et Ernest qu'il commence en 1972 et alimente jusqu'à sa mort.

## Biographie
Bob Thaves naît le 5 octobre 1924 à Burt dans l'Iowa. Sa famille déménage dans le Minnesota, où il passe la plus grande partie de sa jeunesse. Dès le lycée il publie des dessins dans le journal de l'établissement. Lors de la Seconde Guerre mondiale, il combat en Europe. À son retour il reprend ses études pour devenir psychologue et obtient une maîtrise dans cette spécialité. Durant ses études il continue à dessiner pour le journal de l'université et place certains dans le magazine humoristique Ski-U-Mah. Après ses études il travaille comme psychologue pour les entreprises à Los Angeles. Cela ne l'empêche pas de continuer à dessiner et à chercher un éditeur pour ses strips. À la fin des années 1960, sa série Frank et Ernest commence à être publiée dans des journaux locaux. Puis sa diffusion s'élargit et le strip se retrouve dans le Saturday Evening Post, Cosmopolitan et le Saturday Review. Le 6 novembre 1972, le strip commence à être diffusé en syndication par la Newspaper Enterprise Association. Le strip sera diffusé dans 1300 journaux. En 1988, Thave lance un nouveau strip intitulé King Baloo mais l'arrête au bout d'un an, faute de succès. Lors de la démocratisation d'internet, Thaves s'empare rapidement de l'outil et est un des premiers à proposer son strip en ligne en 1992. En 1995, il est le premier à utiliser un outil informatique pour mettre en couleur la page dominicale. S'interressant toujours aux nouvelles technologies, Thaves est l'un des premiers à créer des comics interactifs et des comics en 3D. En 1997, il prend une semi-retraite et prend comme assistant son fils Tom Thaves. Celui-ci reprend entièrement le comics lorsque Bob Thaves meurt le 1er août 2006

## Œuvres
- Batteries Not Included (1983)
- Are We There Yet? A Frank and Ernest History of the World (1988)
- Frank and Ernest Career Advice: How To Make Your Job Work For You (1990)
- The Frank and Ernest Manager (1991)
- I Feel a Pun Coming On! (1991)

## Récompenses
- National Cartoonist Society Newspaper Panel Cartoon Award en 1983, 1984 et 1986[2]
- H.L. Mencken Award for Best Cartoon en 1985[2]